# Tetyana Kob
Tetyana Kob est une boxeuse ukrainienne née le 25 octobre 1987 à Kovel dans l'oblast de Volhynie.

## Carrière
Sa carrière amateur est marquée par une médaille de bronze remportée aux championnats du monde de Bridgetown en 2010 dans la catégorie poids mouches et par un titre européen à Mykolaïv en 2009.

## Palmarès

### Championnats du monde de boxe amateur
- Médaille de bronze en -51 kg en 2010 à Bridgetown, Barbade.

### Championnats d'Europe de boxe amateur
- Médaille d'or en -51 kg en 2009 à Mykolaïv, Ukraine.
- Médaille d'argent en -51 kg en 2016 à Sofia, Bulgarie.
- Médaille de bronze en -51 kg en 2019 à Alcobendas, Espagne.